# Luis Ovalle
Luis Ovalle, (Panamá, 7 de septiembre de 1988) es un futbolista panameño. Juega de lateral izquierdo y actualmente milita en el Deportivo La Guaira de la Primera División de Venezuela.

## Selección nacional

### Participaciones en selección nacional
| Copa                      | Categoría | Sede           | Resultado        | Partidos | Goles |
| ------------------------- | --------- | -------------- | ---------------- | -------- | ----- |
| Copa Centroamericana 2017 | Mayor     | Panamá         | Subcampeón       | 3        | 0     |
| Copa Oro 2017             | Mayor     | Estados Unidos | Cuartos de final | 3        | 0     |
| Copa Mundial 2018         | Mayor     | Rusia          | Fase Grupos      | 1        | 0     |

## Clubes
| Club                     | País      | Año       |
| ------------------------ | --------- | --------- |
| Chorrillo F. C.          | Panamá    | 2005-2008 |
| C. F. Monterrey          | México    | 2009      |
| Chorrillo F. C.          | Panamá    | 2009-2010 |
| Sporting S. M.           | Panamá    | 2010-2011 |
| Chorrillo F. C.          | Panamá    | 2011-2012 |
| Patriotas Boyacá         | Colombia  | 2012      |
| Zamora F. C.             | Venezuela | 2013-2017 |
| Deportes Tolima          | Colombia  | 2017      |
| C. D. Olimpia            | Honduras  | 2018      |
| Sporting San Miguelito   | Panamá    | 2018      |
| Atlético Venezuela C. F. | Venezuela | 2019      |
| Deportivo Táchira        | Venezuela | 2019-2020 |
| C. D. Plaza Amador       | Panamá    | 2020      |
| Tauro F. C.              | Panamá    | 2020-2021 |
| San Francisco F. C.      | Panamá    | 2021      |
| Deportivo La Guaira      | Venezuela | 2022      |

## Palmarés
| Título           | Club         | País      | Año     |
| ---------------- | ------------ | --------- | ------- |
| Primera División | Zamora F. C. | Venezuela | 2013-C  |
| Primera División | Zamora F. C. | Venezuela | 2012-13 |
| Primera División | Zamora F. C. | Venezuela | 2014-C  |
| Primera División | Zamora F. C. | Venezuela | 2013-14 |
| Primera División | Zamora F. C. | Venezuela | 2015-A  |
| Primera División | Zamora F. C. | Venezuela | 2016-A  |
| Primera División | Zamora F. C. | Venezuela | 2016    |

- Datos: Q3840399